# Liste des députés européens de Finlande de la 4e législature

Cet article présente la liste des députés européens de Finlande pour la mandature 1996-1999, élus lors des élections européennes de 1996 en Finlande
| Nom                        | Parti | Parti                           | Groupe politique | Groupe politique |
| -------------------------- | ----- | ------------------------------- | ---------------- | ---------------- |
| Sirkka-Liisa Anttila       |       | Parti du centre                 |                  | ELDR             |
| Jörn Donner                |       | Parti social-démocrate          |                  | PSE              |
| Heidi Hautala              |       | Ligue verte                     |                  | Verts            |
| Raimo Ilaskivi             |       | Parti de la Coalition nationale |                  | PPE-DE           |
| Marjo Matikainen-Kallström |       | Parti de la Coalition nationale |                  | PPE-DE           |
| Riitta Myller              |       | Parti social-démocrate          |                  | PSE              |
| Outi Ojala                 |       | Alliance de gauche              |                  | GUE/NGL          |
| Jyrki Otila (en)           |       | Parti de la Coalition nationale |                  | PPE-DE           |
| Reino Paasilinna           |       | Parti social-démocrate          |                  | PSE              |
| Pertti Paasio              |       | Parti social-démocrate          |                  | PSE              |
| Kirsi Piha                 |       | Parti de la Coalition nationale |                  | PPE-DE           |
| Mirja Ryynänen             |       | Parti du centre                 |                  | ELDR             |
| Esko Seppänen              |       | Alliance de gauche              |                  | GUE/NGL          |
| Astrid Thors               |       | Parti populaire suédois         |                  | ELDR             |
| Kyösti Virrankoski (en)    |       | Parti du centre                 |                  | ELDR             |
| Paavo Väyrynen             |       | Parti du centre                 |                  | ELDR             |